# Vielha e Mijaran
Vielha e Mijaran (em aranês e oficialmente; em catalão: Viella i Mitjaran; em castelhano: Viella Mitg Arán) é um município da Espanha na província de Lérida, comunidade autónoma da Catalunha. Tem 211,4 km² de área e em 2021 tinha 5 674 habitantes (densidade: 26,8 hab./km²). A capital do município, Vielha, é também a capital da comarca de Vale de Aran.

## Demografia
| Variação demográfica do município entre 1991 e 2004 | Variação demográfica do município entre 1991 e 2004 | Variação demográfica do município entre 1991 e 2004 | Variação demográfica do município entre 1991 e 2004 |
| --------------------------------------------------- | --------------------------------------------------- | --------------------------------------------------- | --------------------------------------------------- |
| 1991                                                | 1996                                                | 2001                                                | 2004                                                |
| 3109                                                | 3692                                                | 4029                                                | 4838                                                |